# Миккельсен, Ларс
Ларс Диттманн Миккельсен (дат. Lars Dittmann Mikkelsen; род. 6 мая 1964, Гладсаксе, Копенгаген, Дания) — датский актёр кино и телевидения. Наибольшую известность получил за роли в телесериалах: «Убийство» — политик Tрульс Хартманн, «Шерлок» — антагонист Чарльз Огастес Магнуссен, а также «Карточный домик» — российский президент Виктор Петров. Старший брат актёра Мадса Миккельсена.

## Биография
Миккельсен родился в Гладсаксе, недалеко от Копенгагена. После окончания средней школы он поступил на военную службу в Королевскую датскую армию. Затем он изучал биологию в Копенгагенском университете, но бросил курс, чтобы зарабатывать себе на жизнь в качестве уличного артиста в европейских городах — жонглировал и показывал пантомиму.
В 27 лет он поступил в Национальную театральную школу Дании, которую окончил в 1995 году. Помимо участия в драматическом телесериале «Убийство», он также снялся в ещё двух известных датских телесериалах: «Те, кто убивают» и «Правительство». Миккельсен исполнил роль антагониста в телесериале «Шерлок» — Чарльза Огастеса Магнуссена, умного и расчётливого злодея, который шантажирует своих жертв и ненавидит Шерлока Холмса. Ещё одной из заметных работ Ларса стала роль президента Виктора Петрова из телесериала «Карточный домик» — прототипом которого был российский президент Владимир Путин.
Помимо своего родного датского, Миккельсен свободно говорит на шведском, немецком и английском языках, также он осваивает различные акценты. Он заявил, что он и его брат впервые начали практиковать английский язык, слушая записи Монти Пайтон и репетируя их комедийные скетчи.
Женат на актрисе Анетте Стовелбек, они начали встречаться в 1986 году и поженились три года спустя. Воспитывают двух сыновей — Лоу и Тора.

## Фильмография

### Кинофильмы
| Год  | Название                                            | Роль                   | Прим.                                                                                                 |
| ---- | --------------------------------------------------- | ---------------------- | --- |
| 1996 | Cafe “Hector”                                       | Uffe                   | Короткометражный                                                                                      |
| 1997 | Royal Blues                                         | Henning                | |
| 1999 | Seth                                                | Seth                   | |
| 1999 | Under overfladen                                    | Виктор                 | |
| 2000 | Kira's Reason: A Love Story (En kærlighedshistorie) | Mads                   | |
| 2004 | King's Game (Kongekabale)                           | Peter Schou            | |
| 2005 | Nordkraft                                           | Steso’s father         | |
| 2005 | H.C. Andersen — historien om en digter              | Ханс Кристиан Андерсен | |
| 2007 | De fortabte sjæles ø                                | Necromancer            | |
| 2007 | Cecilie                                             | Lasse N. Damgaard      | |
| 2008 | Об этом не знает никто                              | Марк Делауран          | |
| 2008 | Пламя и Цитрон                                      | Фроде Якобсен          | |
| 2009 | Flugten                                             | Thomas Jargil          | |
| 2009 | Headhunter                                          | Martin Vinge           | Robert Award for Best Actor in a Leading Role                                                         |
| 2012 | What Richard Did                                    | Peter Karlsen          | |
| 2012 | Смотритель                                          | Пер                    | |
| 2013 | Montana                                             | Димитрий               | |
| 2014 | When Animals Dream                                  | Toр                    | |
| 2015 | 9 апреля                                            | лейтенант Хинтц        | |
| 2016 | Настанет день                                       | Фредерик Хек           | Премия «Бодиль» за лучшую мужскую роль второго плана Премия «Роберт» за лучшего актёра второго плана. |
| 2025 | Франкенштейн                                        | капитан Андерсон       | |

### Телесериалы
| Год       | Название              | Роль                        | Прим.                                 |
| --------- | --------------------- | --------------------------- | ------------------------------------- |
| 1997      | Strisser på Samsø     | Йенс Фискрт                 | Эпизоды: 1-4, 6                       |
| 1997      | Taxa                  | Наркоман                    | Эпизод 8                              |
| 2000      | Edderkoppen           | Оле Мадсен                  |                                       |
| 2000      | Skjulte spor          | Мортен Теилгаард            |                                       |
| 2001      | Langt fra Las Vegas   | Пиратский капитан           |                                       |
| 2002      | Rejseholdet           |                             | Эпизоды: 21-22                        |
| 2001      | Nikolaj og Julie      | Пер Коллер                  | Эпизоды: 10-20                        |
| 2004—2007 | Krøniken              | Енс Отто Краг               | Эпизоды: 2-3, 9, 11, 14-15, 17, 21-22 |
| 2007      | Убийство              | Tрульс Хартманн             |                                       |
| 2011      | Те, кто убивают       | Магнус Бисгаард             |                                       |
| 2013      | Правительство         | Сорен Равн                  | Сезон 3                               |
| 2014      | Шерлок                | Чарльз Огастес Магнуссен    | Эпизоды: 1, 3                         |
| 2014      | 1864                  | Thøger Larsen               | Эпизоды 1-2                           |
| 2015—2018 | Карточный домик       | Виктор Петров, Президент РФ | Сезоны 3-6                            |
| 2015      | The Team              | Харольд Бйорн               |                                       |
| 2019      | Ведьмак               | Стрегобор                   | Эпизоды 1-3, 7                        |
| 2023      | Звёздные войны: Асока | Гранд-адмирал Траун         |                                       |

### Анимационные фильмы/короткометражные/озвучка
- Huset Anubis (2010) — Hr. Van Swieten
- Tiger-brødre (2004) — Aidan McRory
- Артур и минипуты (2006) — Мальзахар
- Большое путешествие (2006) — Самсон
- Go West! A Lucky Luke Adventure (2007) — Счастливчик Люк
- Би Муви: Медовый заговор (2007) — Кен
- В гости к Робинсонам (2007) — Onkel Arthur
- Монстры против пришельцев (2009) — General O.K. MacMission
- The Dam Keeper (short) (2014) — The Narrator[12]
- Звёздные войны: Повстанцы (2016) — Гранд-адмирал Траун